# Позашляховик

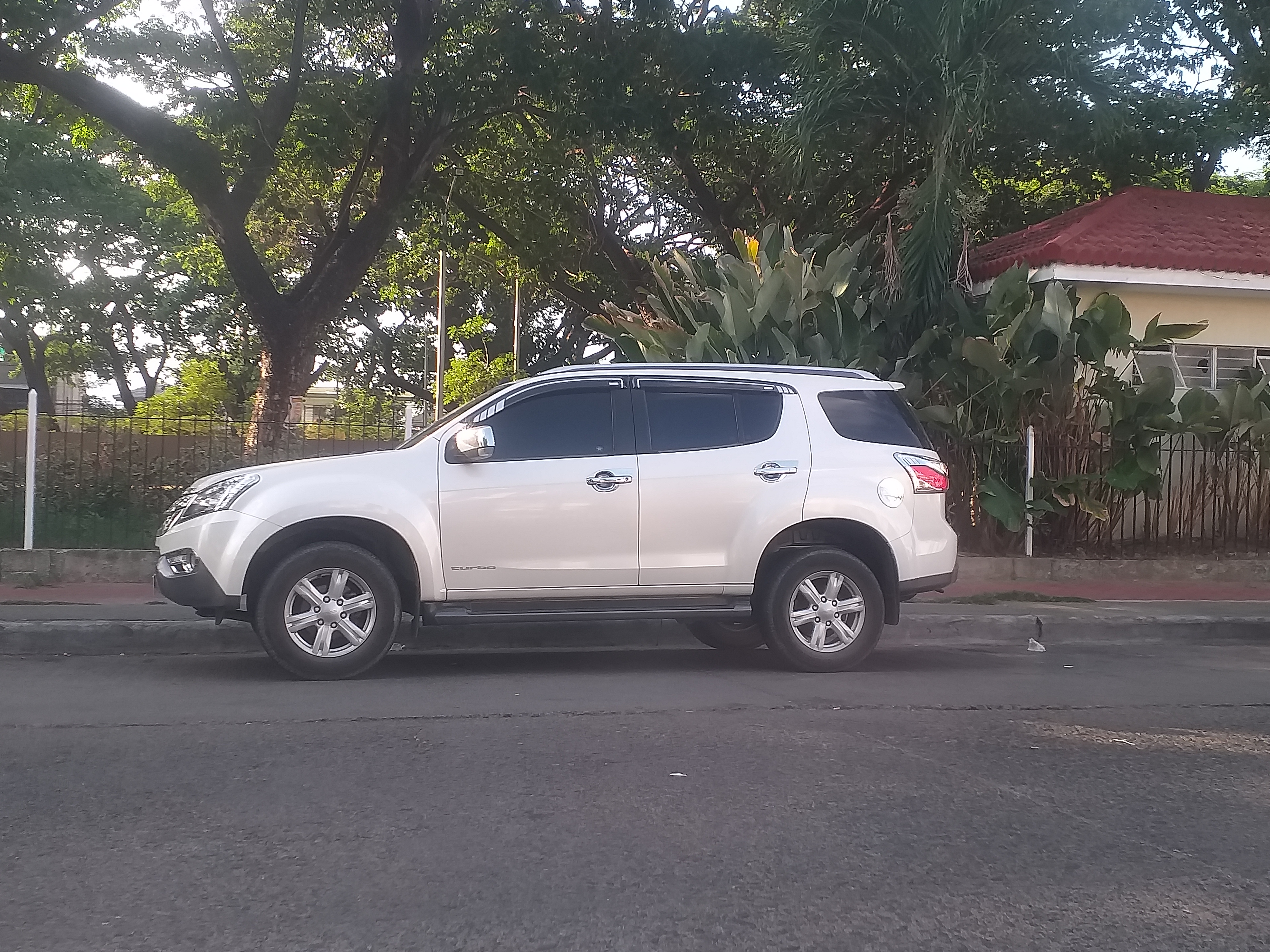
Isuzu MU-X

Позашляховик або позадорожник (англ. off-road vehicle, all-road vehicle, нім. Geländewagen) — вантажно-пасажирський автомобіль середньої тоннажності, який має підвищену прохідність по бездоріжжю завдяки високому кліренсу, широким шинам та іншим особливостям. «Автомобіль підвищеної прохідності» є офіційним терміном.

## Історія

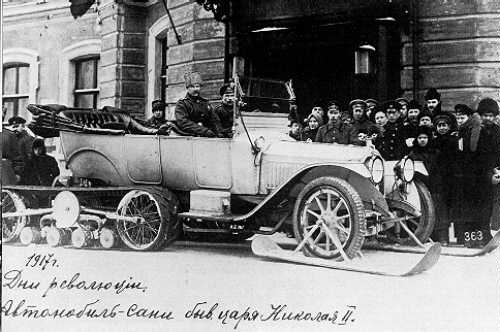
Автомобіль-сани «Packard Twin-6» Миколи II, оснащений системою Kegresse (1917 рік)

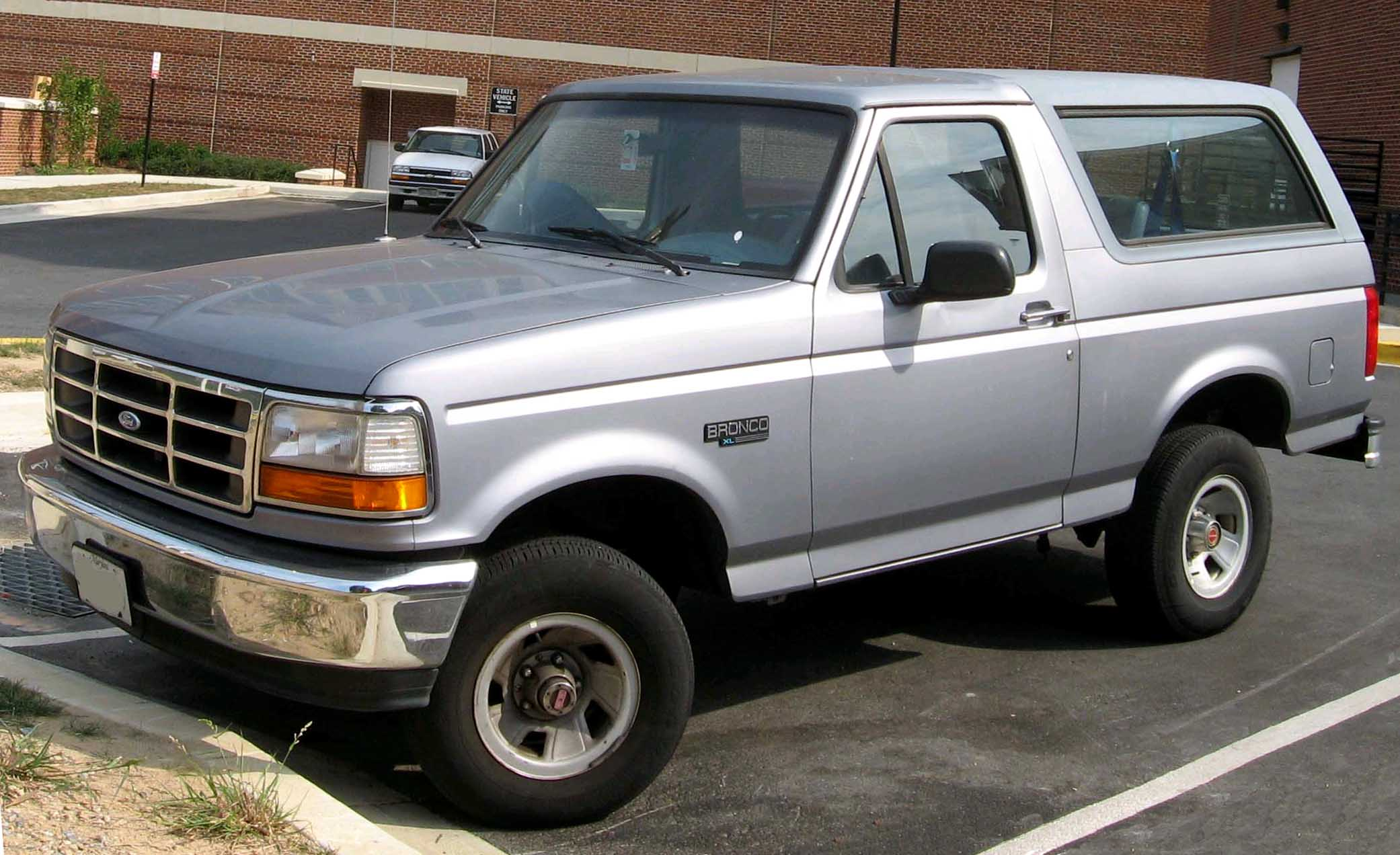
1992-96 Ford Bronco

Перший масовий військовий повнопривідний автомобіль позашляховик з залежною підвіскою всіх коліс і спрощеним відкритим кузовом з вирізами замість дверей (тип ранебаут — runabout) був створений в США вже після початку Другої світової війни фірмами American Bantam, Willys-Overland і Ford Motor по тендеру американської армії. Машини отримали найменування GPV (General Purpose Vehicle), а саме, «Автомобіль загального призначення». По перших буквах («Джі-Пі») солдати охрестили їх джипами. Слід зазначити, що в Радянському Союзі застосовувалось найкоротше і зручне «джип», а термін «позашляховик» був придуманий і введений в користування 90-ті рр. XX століття, щоб не створювати проблем з корпорацією Chrysler, що володіє торговою маркою Jeep.
З 1938 по 1940 Німеччина виробляла повнопривідний автомобіль Stoewer R200 Spezial Тип 38, унікальною технічною особливістю якого, був механізм керування усіма чотирма колесами, який вимикався на швидкості після 20 км/год.
В СРСР в 1941—1945 роках обмеженою серією випускався перший у світі повнопривідний седан ГАЗ-61-73 з комфортабельним закритим кузовом від «Емки», а з літа 1941 року — перший радянський позашляховик ГАЗ-64, названий фронтовиками «іван-вілліс» за подібність з оригіналом Willys MA зразка 1941 року, який поставлявся в СРСР по Ленд-лізу в початковий період німецько-радянської війни. За роки Другої світової війни позашляховики стали одними з найрозповсюдженіших воєнних автомобілів в арміях союзників, а загальний тираж їх випуску сягнув 620 тис. екз.
Після війни до позашляховика, який отримав торгову марку «Jeep CJ2A», в усьому світі проявили цікавість силові органи, включаючи воєнних, міліцію, пожежників, лісників, а також цивільний сектор в особі фермерів, геологів, медиків, мисливців, туристів і т.д. В ряді країн почався випуск своїх моделей-копій, наприклад, англійського Land Rover зразка 1948 року. Поступово конструкція позашляховика ставала зрілішою. Так в США з 1947 року на його базі почали випуск повністю металевого тридверного універсала «Jeep 463», а також 3/4-тонного пікапа «Jeep Truck». На рубежі 50-60-х років в США з'явились повнопривідні версії комфортабельних універсалів (англ. station wagon) з рамними шасі від пікапів, наприклад, «Chevrolet Suburban» 1958 року і Jeep Wagoneer 1962 року.
В СРСР і Західній Європі наприкінці 1950-х існувала мода на створення повнопривідних моделей підвищеної прохідності на базі звичайних легкових седанів і універсалів з підсиленими тримальними кузовами: ГАЗ-М72, МЗМА-410 и −411 «Москвич», «Citroen 2CV Sahara», «Renault Nomad» і т. д.
Наприкінці 1960-х в США з’явився перший «спортивно-утилітарний автомобіль» (SUV) — «Chevrolet Blazer» 1969 року, який відрізнявся дещо компактнішими розмірами порівняно з універсалом Suburban і знімним пластиковим дахом.
Перший Європейський комфортабельний рамний позашляховик Range Rover з постійним повним приводом, який отримав прізвисько «фермер у фраку» за свою престижність і прохідність, був представлений фірмою Land Rover в 1970 році.
В 1977 році в СРСР був запущений в масове виробництво компактний позашляховик з тримальним кузовом і постійним повним приводом ВАЗ-2121 «Нива».
Позашляховики стали надзвичайно популярними в усьому світі, що стимулювало появу нового класу компактних позашляховиків в Японії та США, пізніше еволюціонувавши в такий підклас SUV, як «кросовери».
З середини 1980-х років на американському ринку автомобілів доля автомобілів типу «SUV», які класифікуються в США як «Light Truck», тобто легкі ваговози, постійно зростає. Сьогодні на світовому ринку майже не залишилось відомих автомобільних брендів, які не пропонують автомобілі подібного типу.

## Моделі

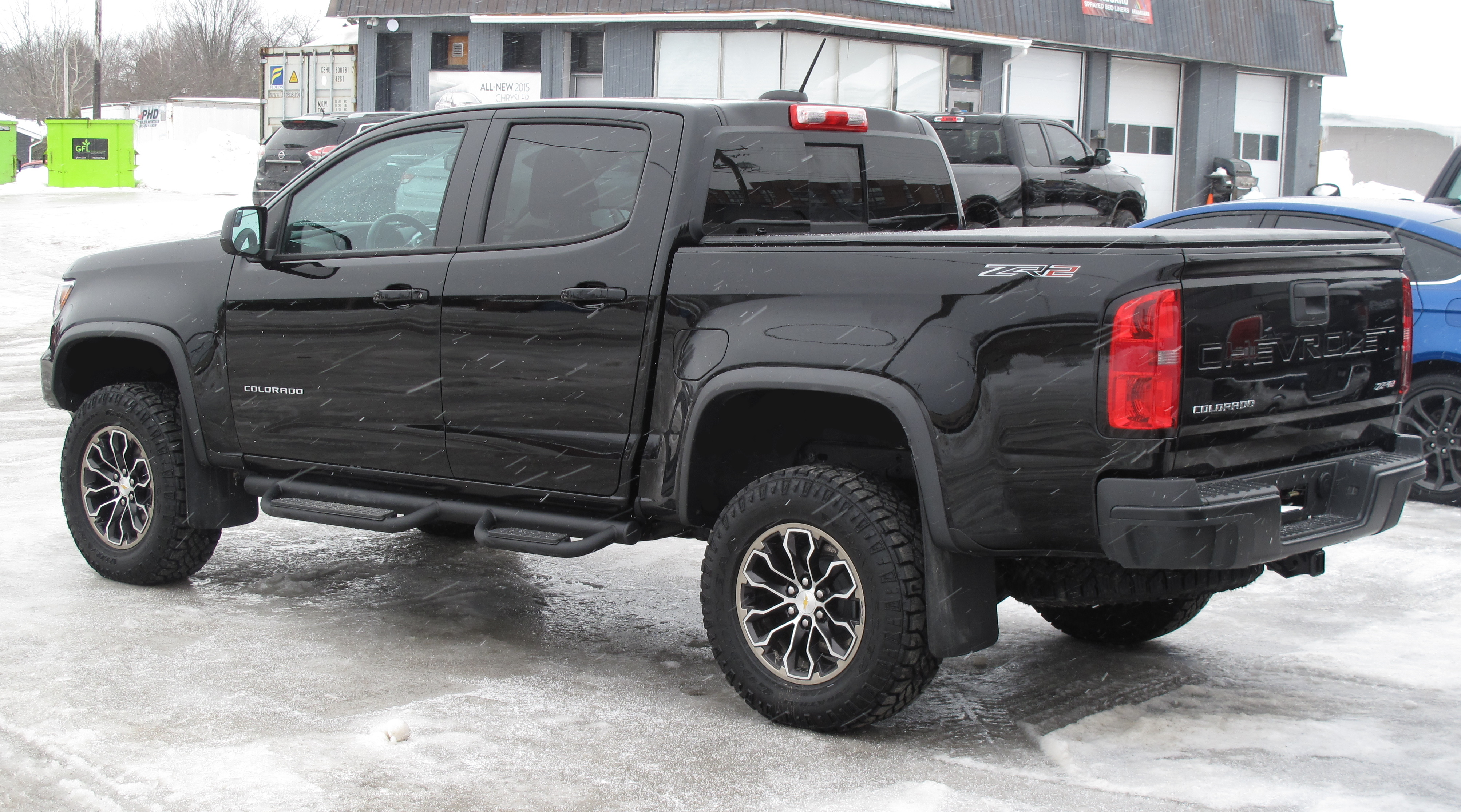
2021 Chevrolet Colorado ZR2
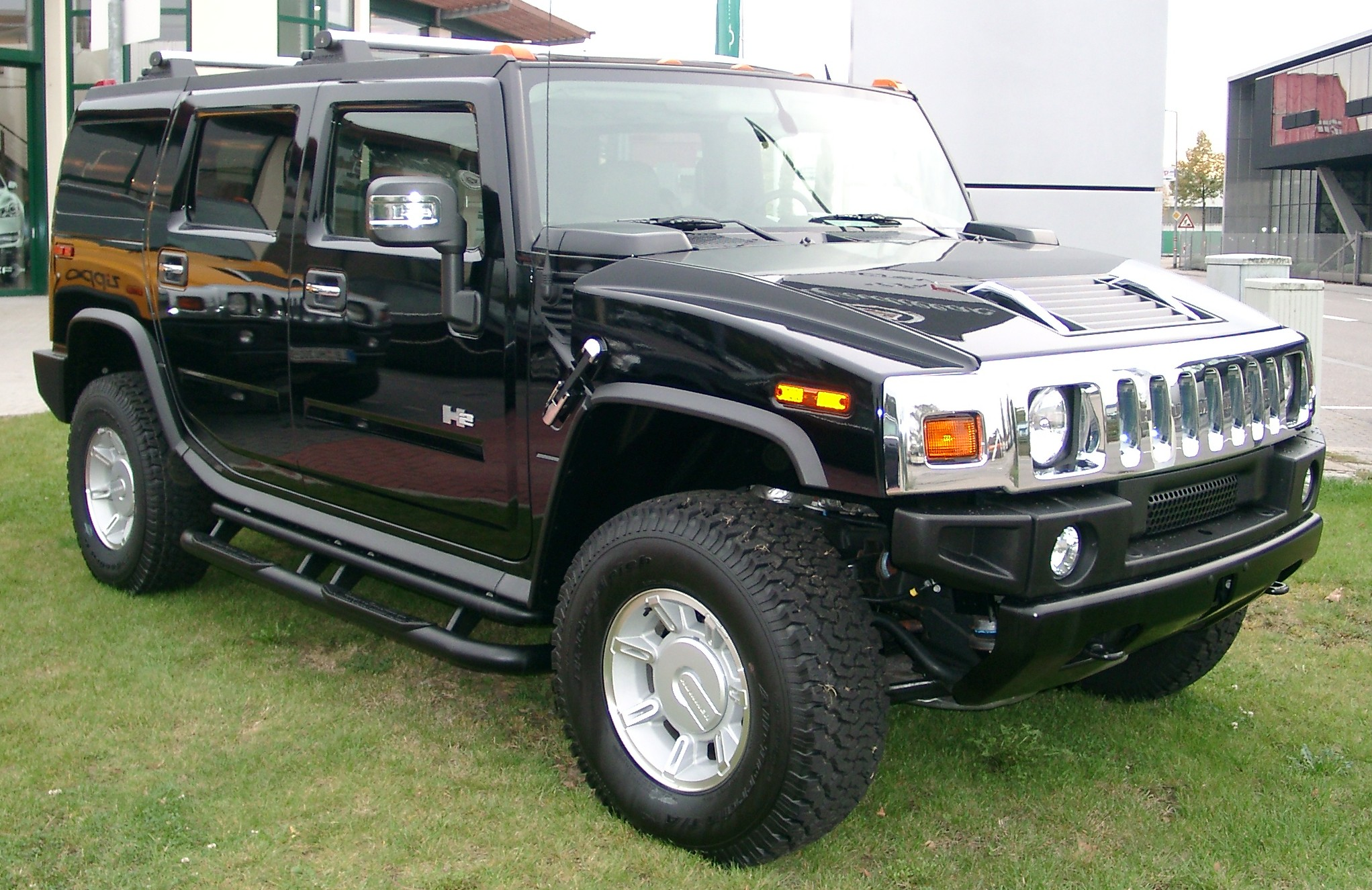
Hummer H2
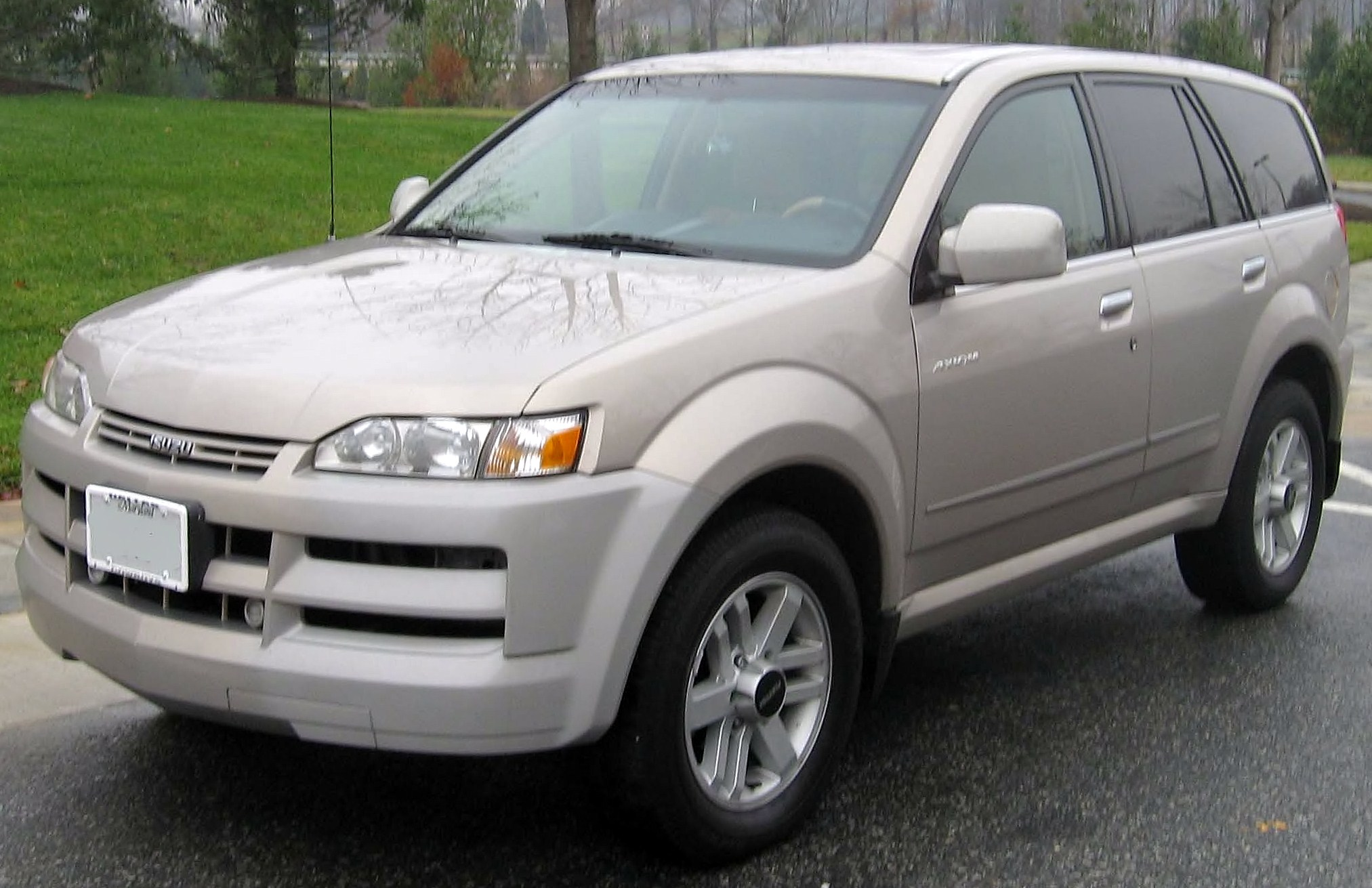
Isuzu Axiom
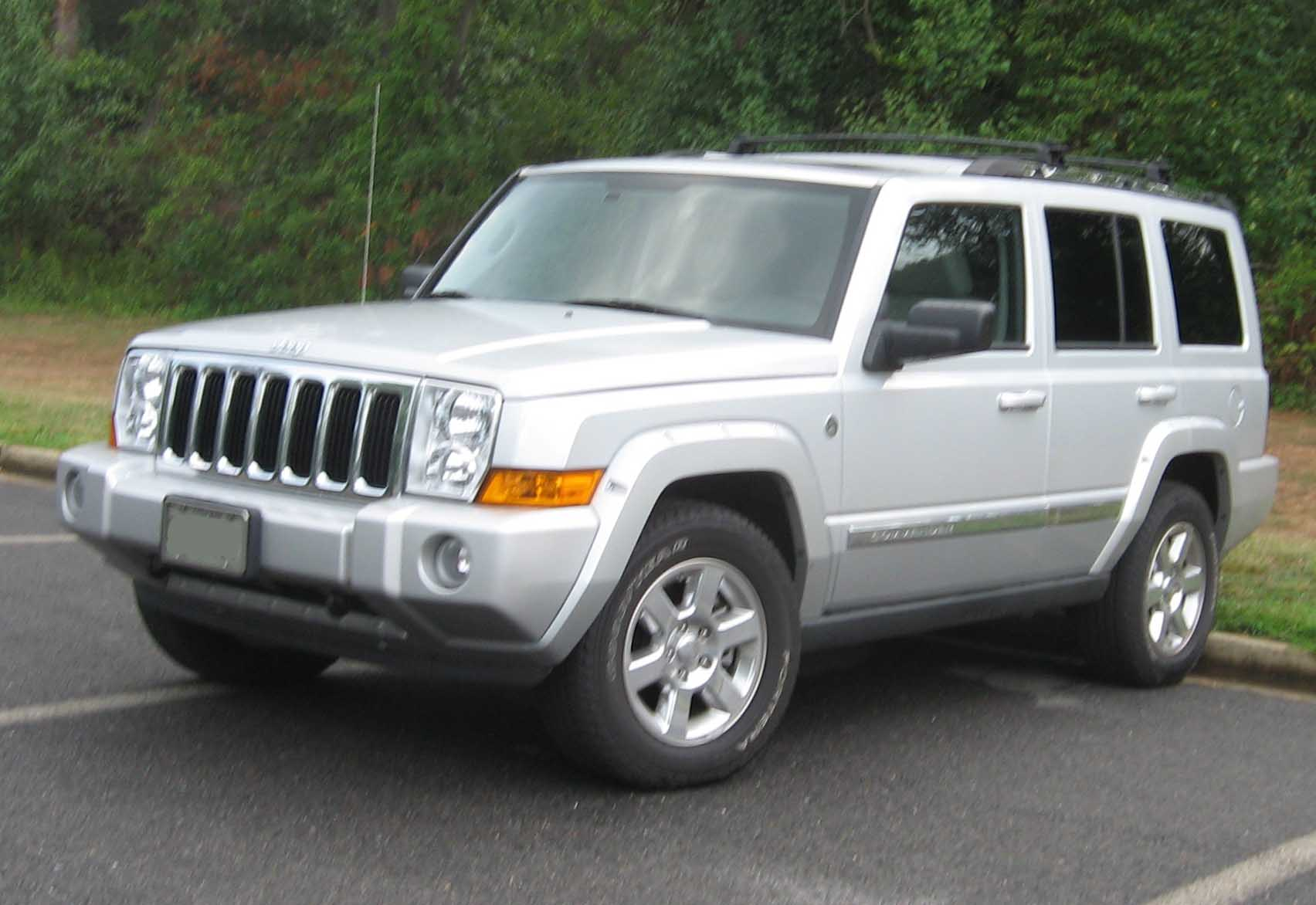
Jeep Commander
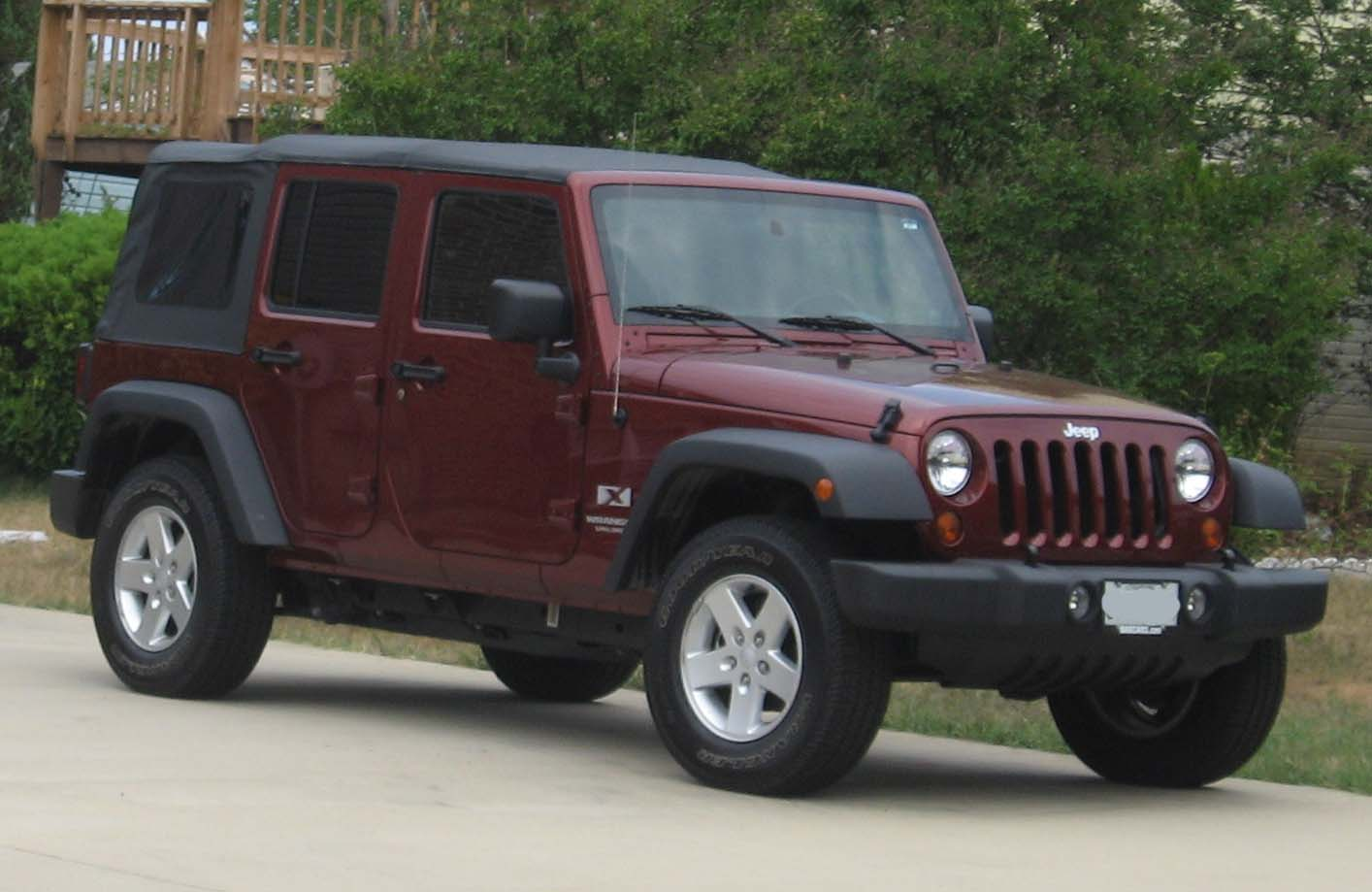
Jeep Wrangler
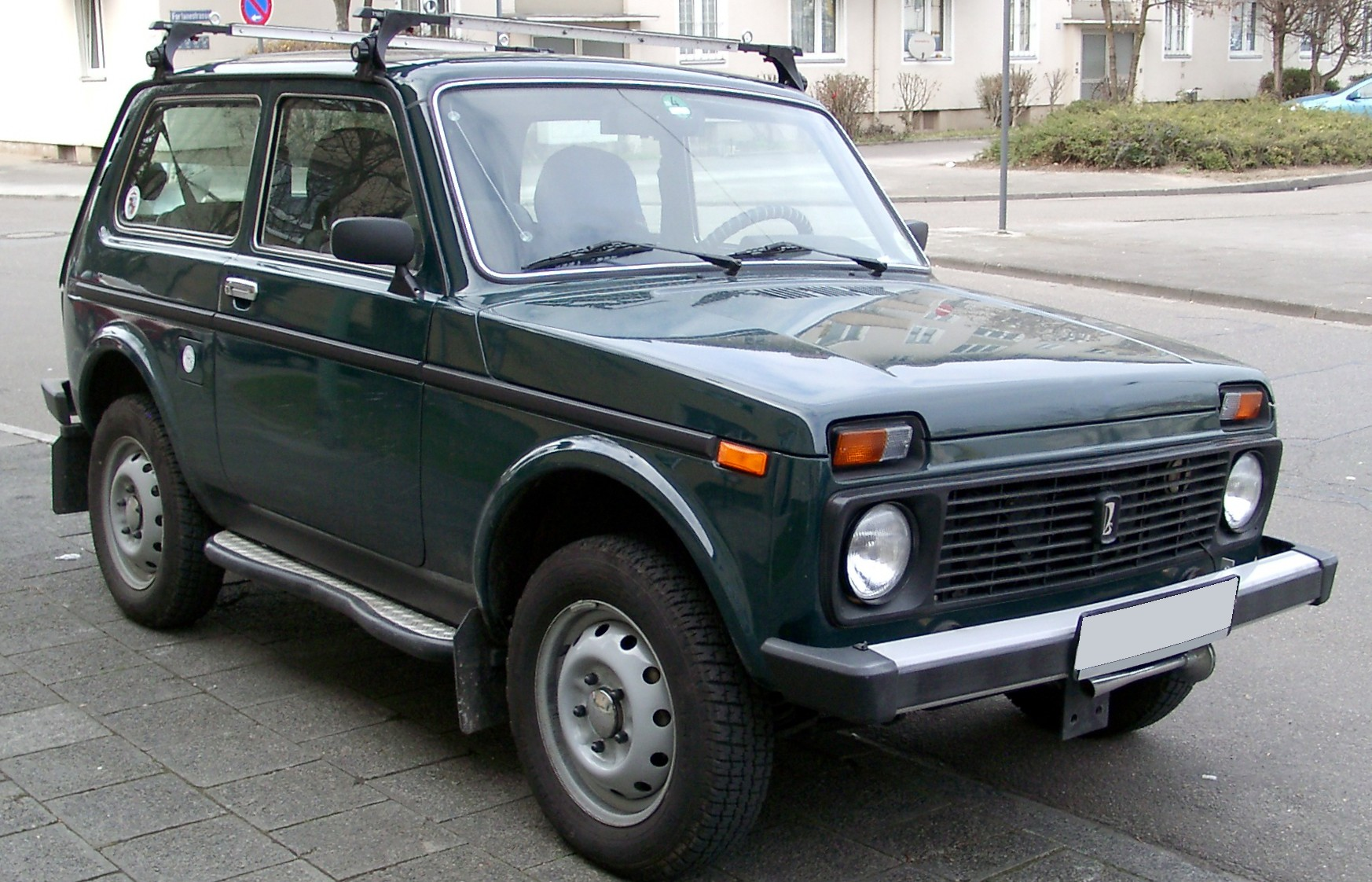
Lada Niva
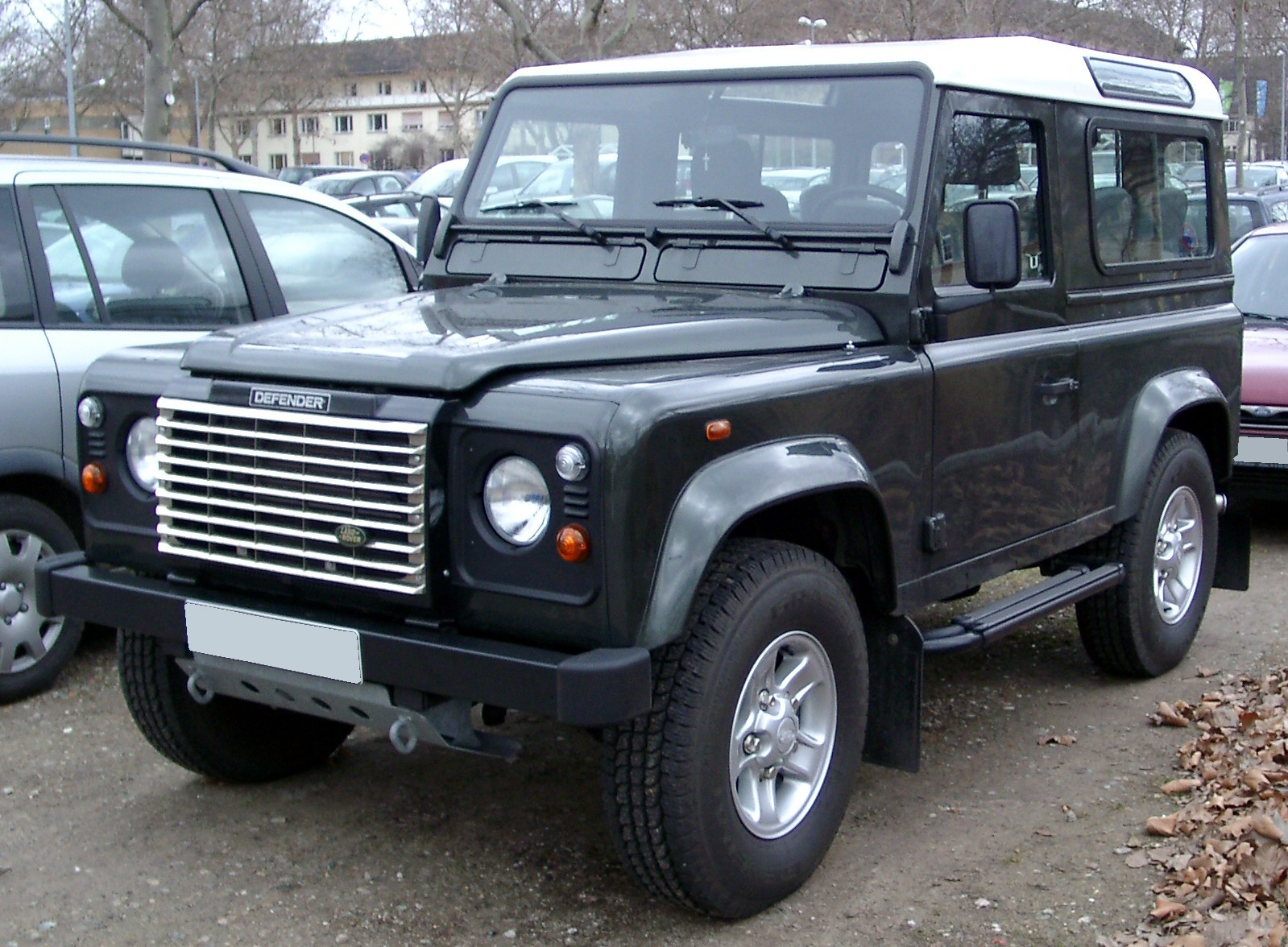
Land Rover Defender
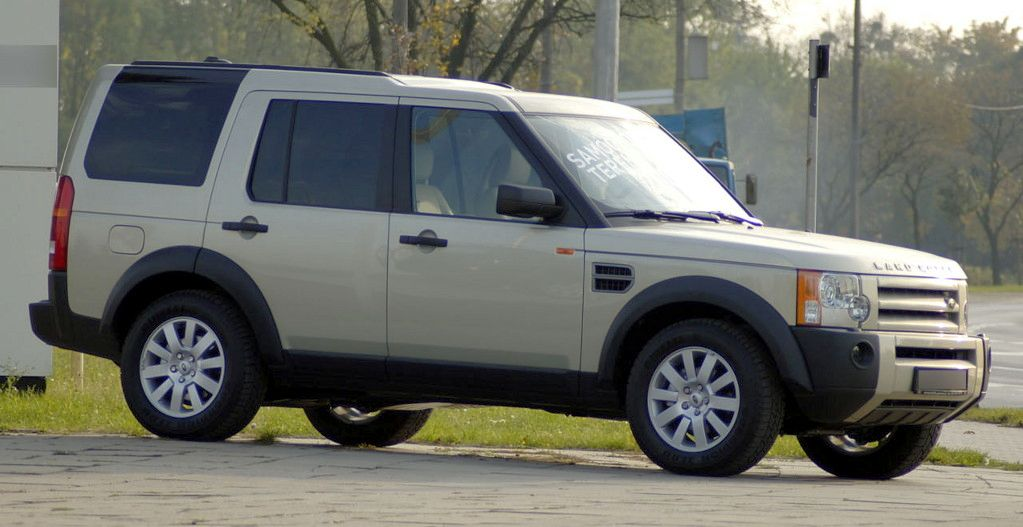
Land Rover Discovery
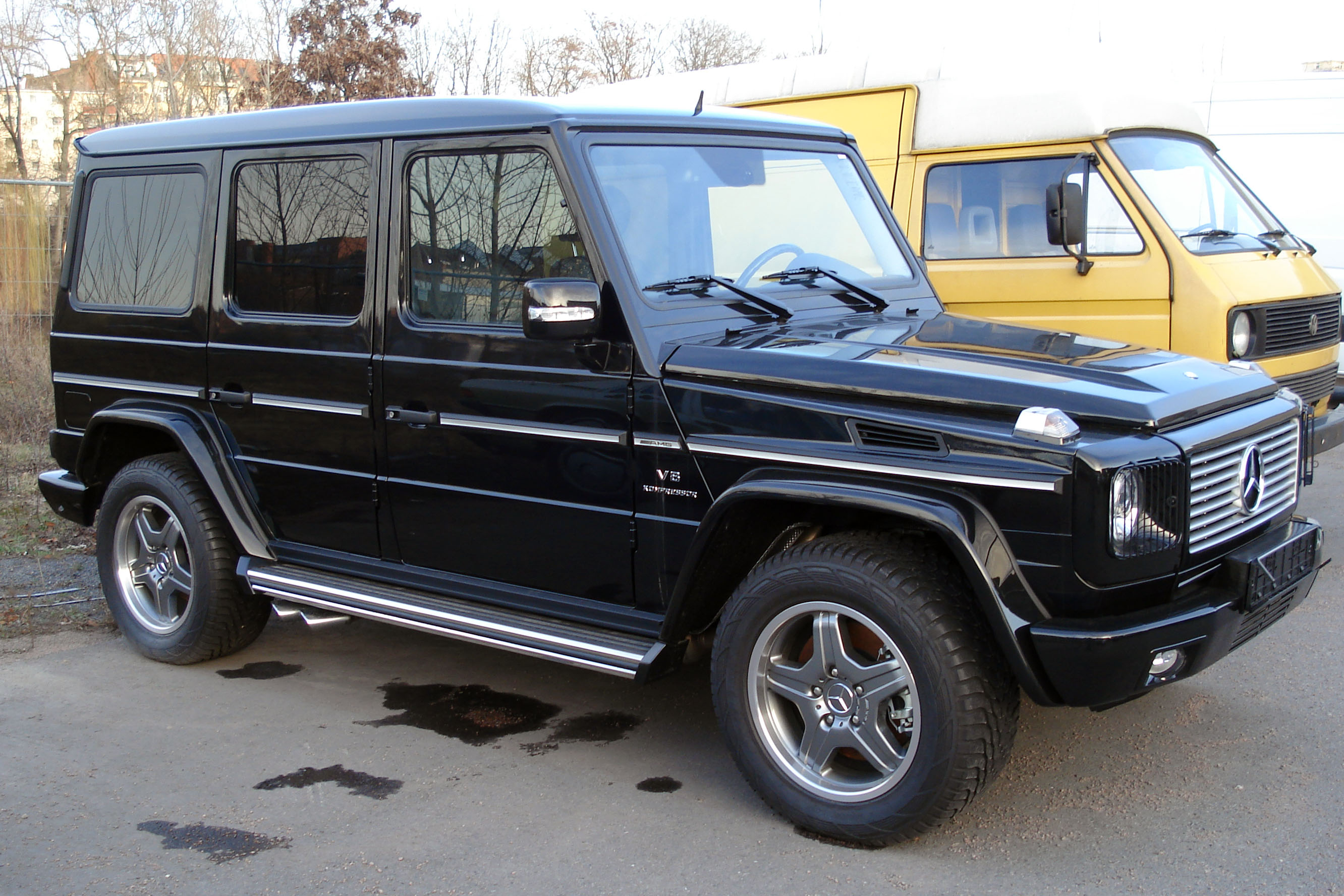
Mercedes-Benz G-Клас
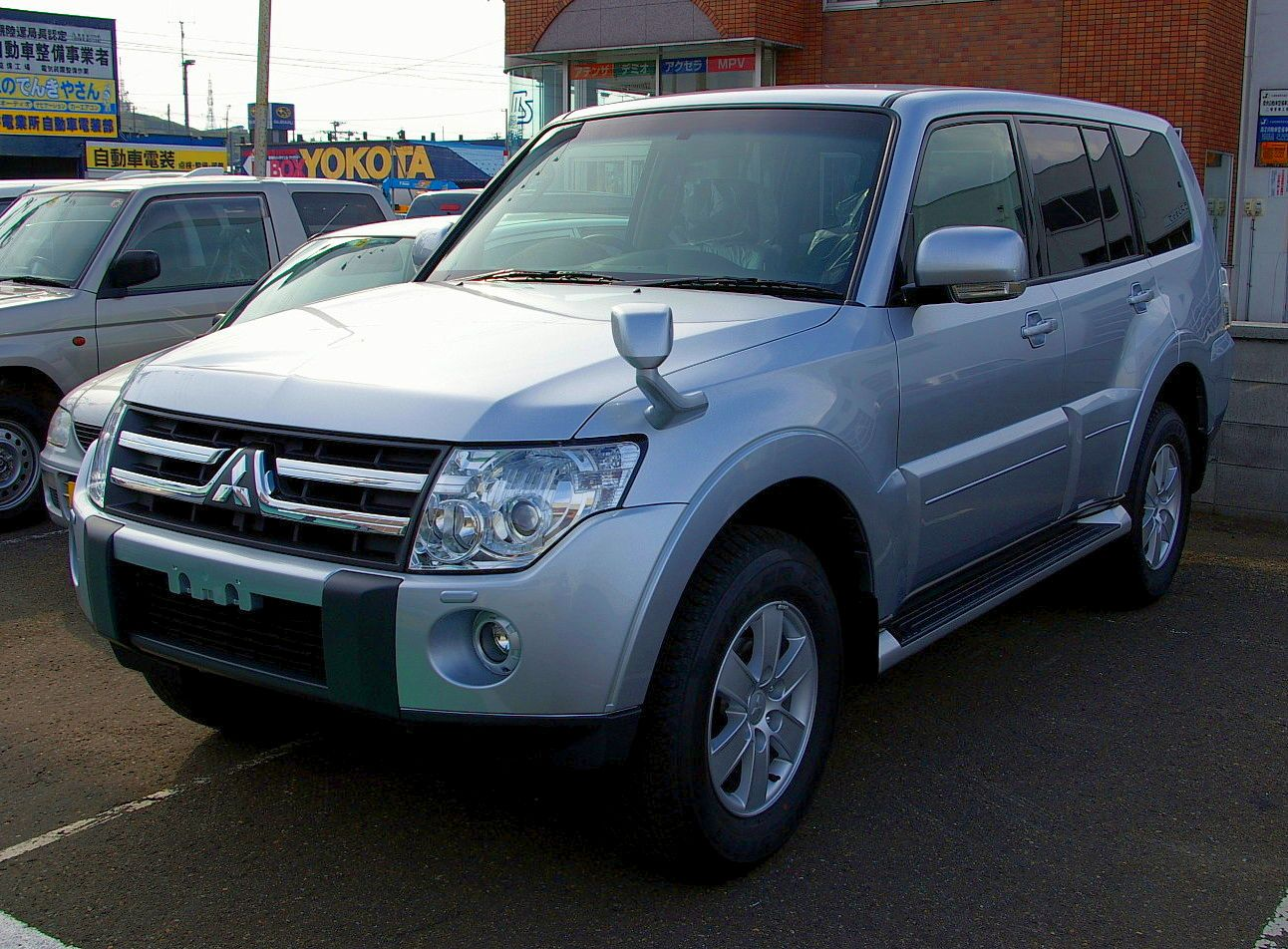
Mitsubishi Pajero
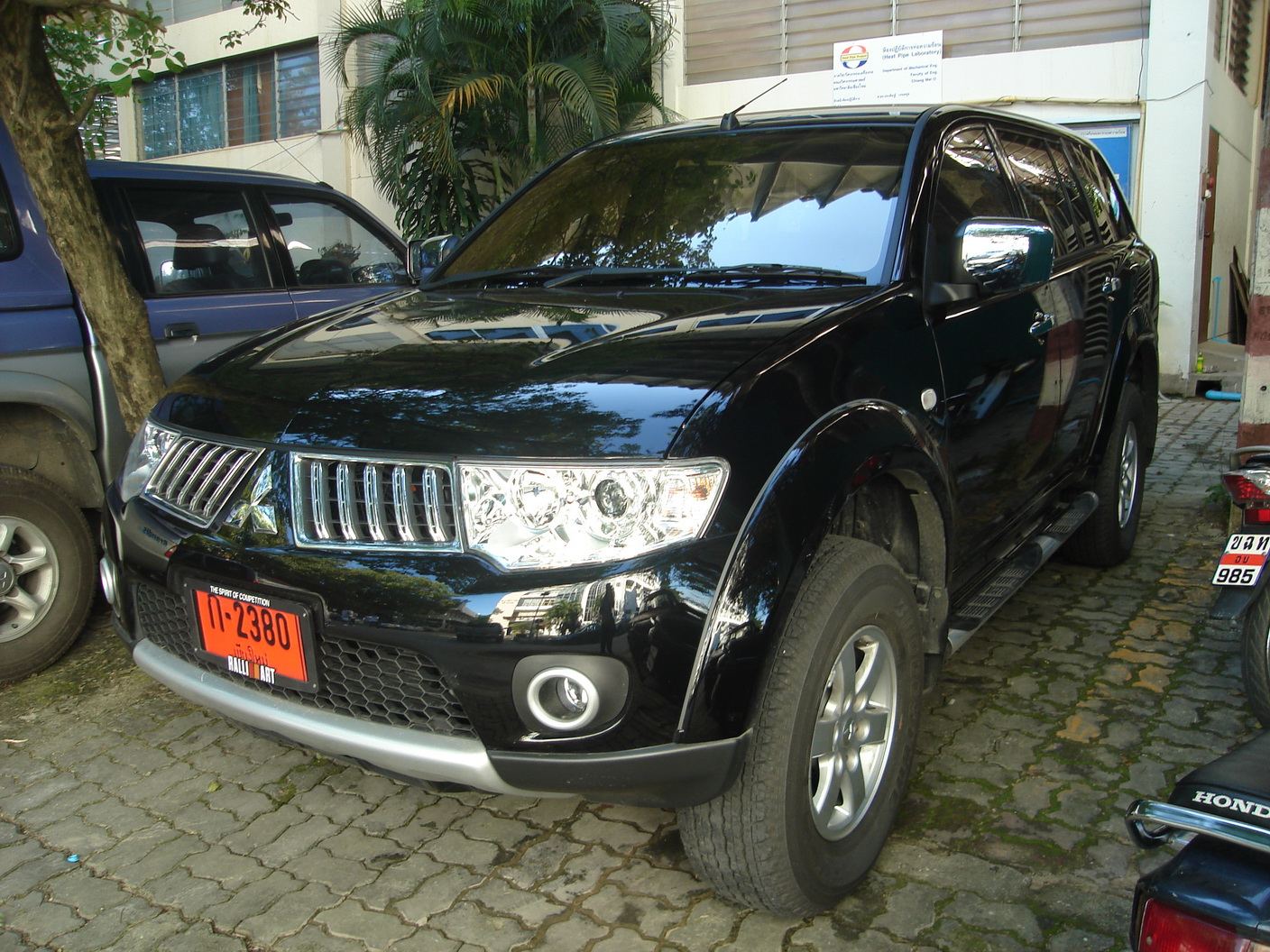
Mitsubishi Pajero Sport
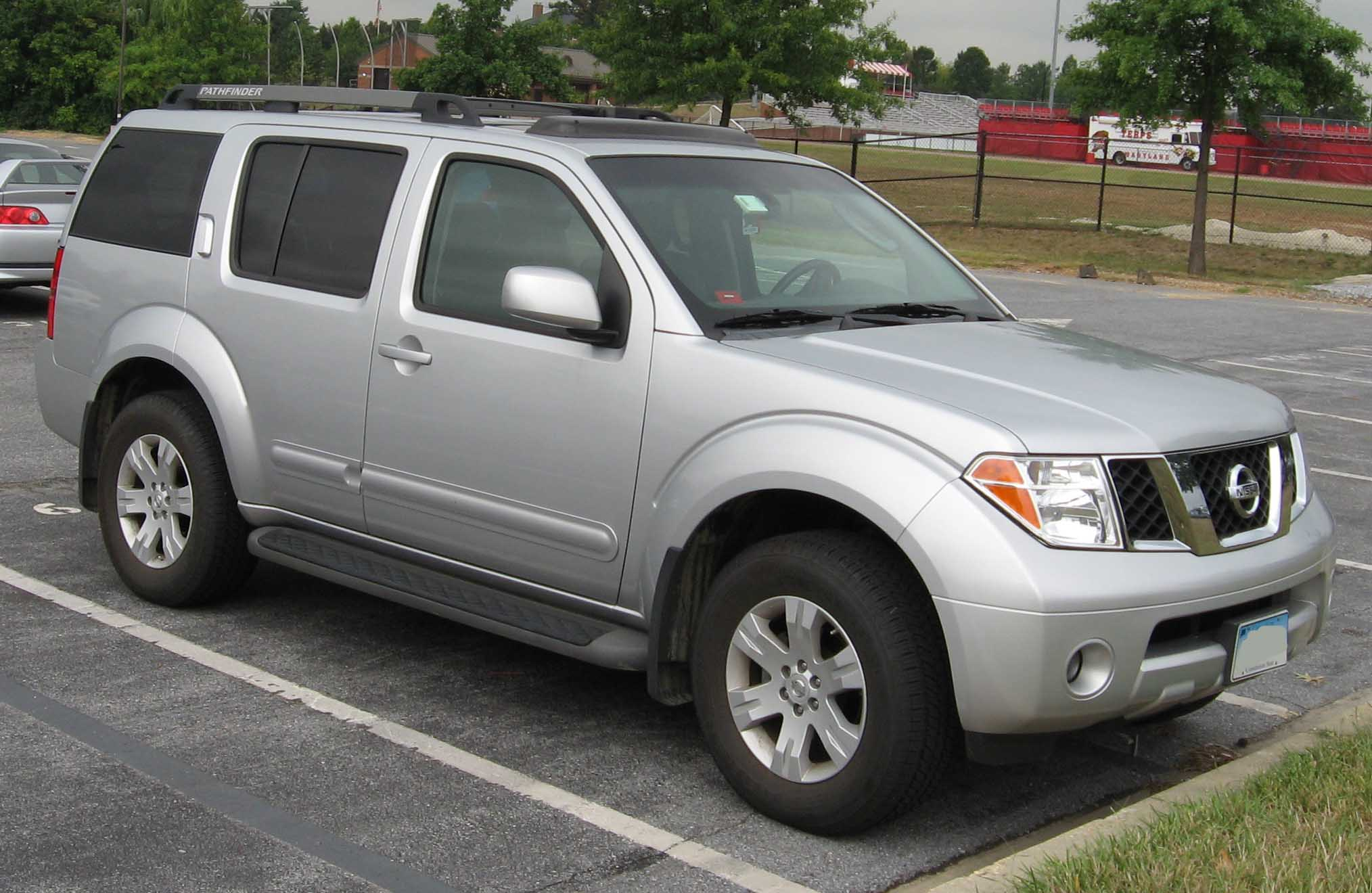
Nissan Pathfinder
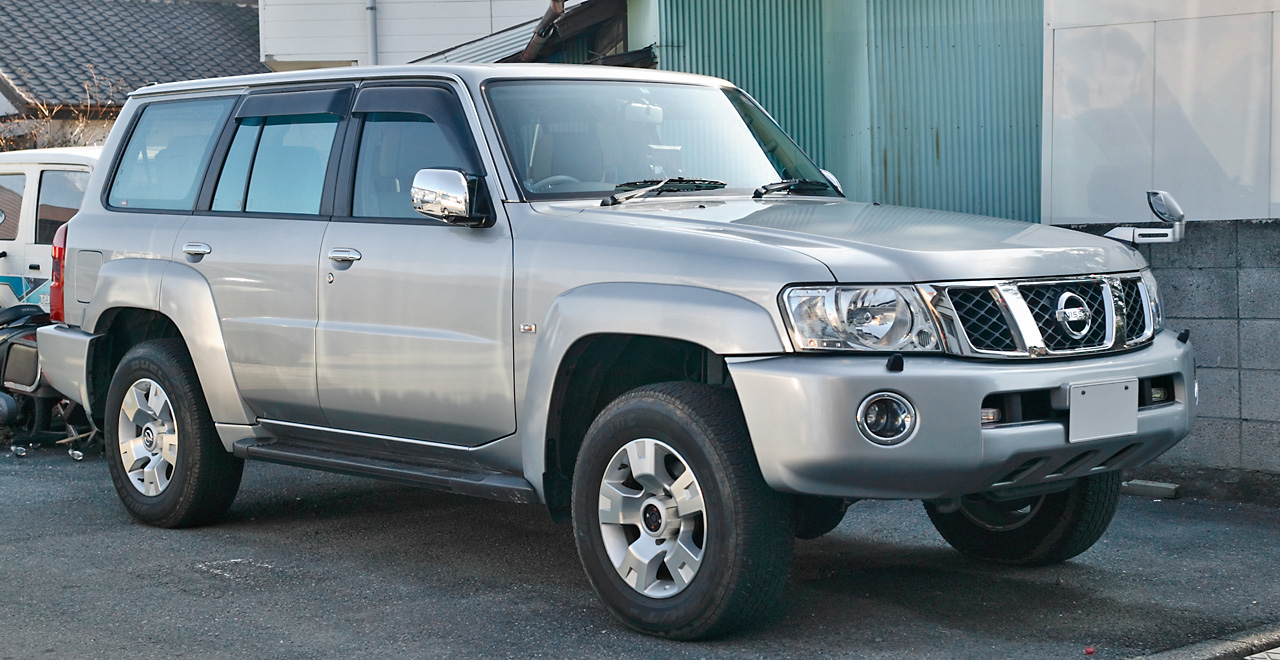
Nissan Patrol
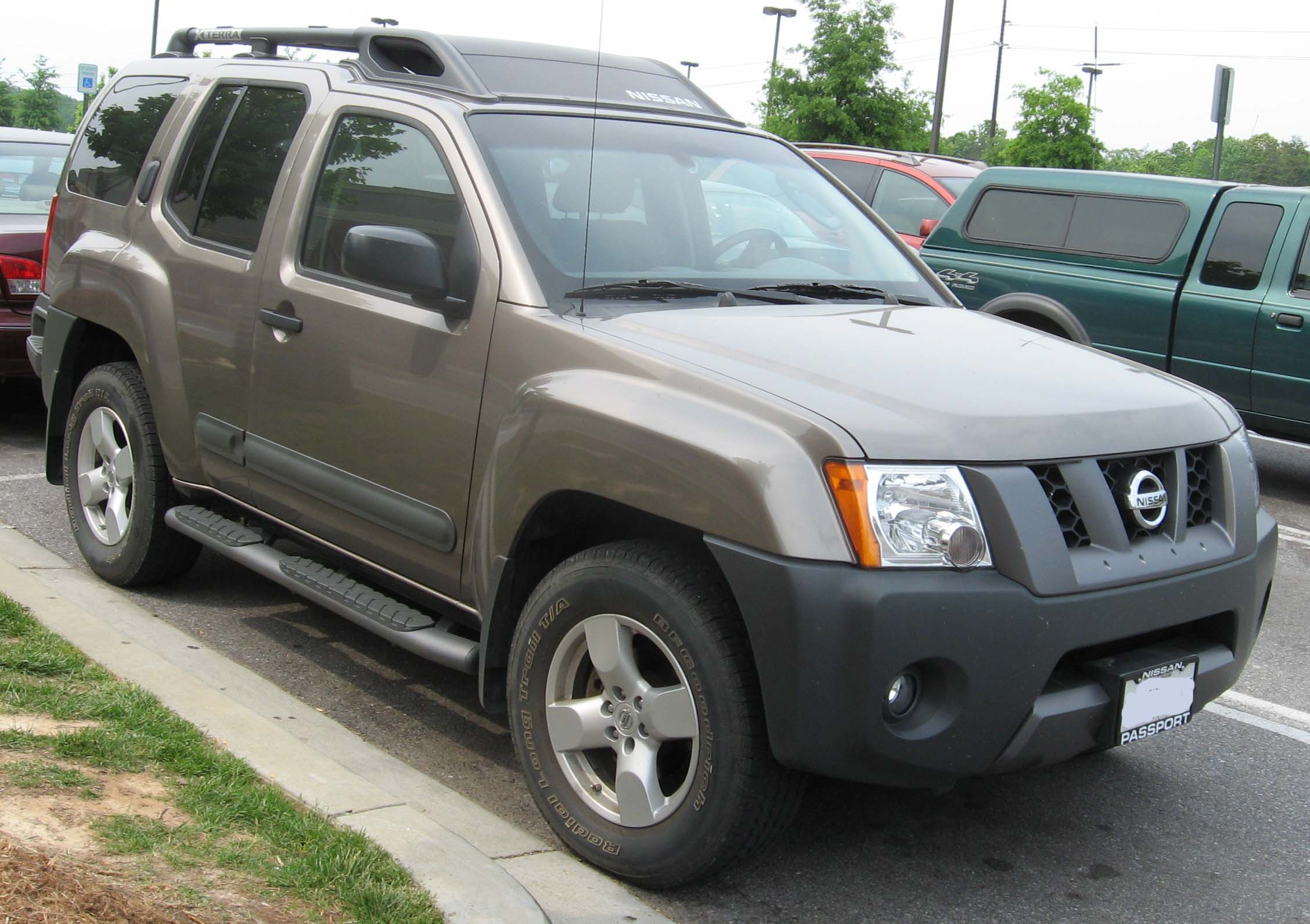
Nissan Xterra
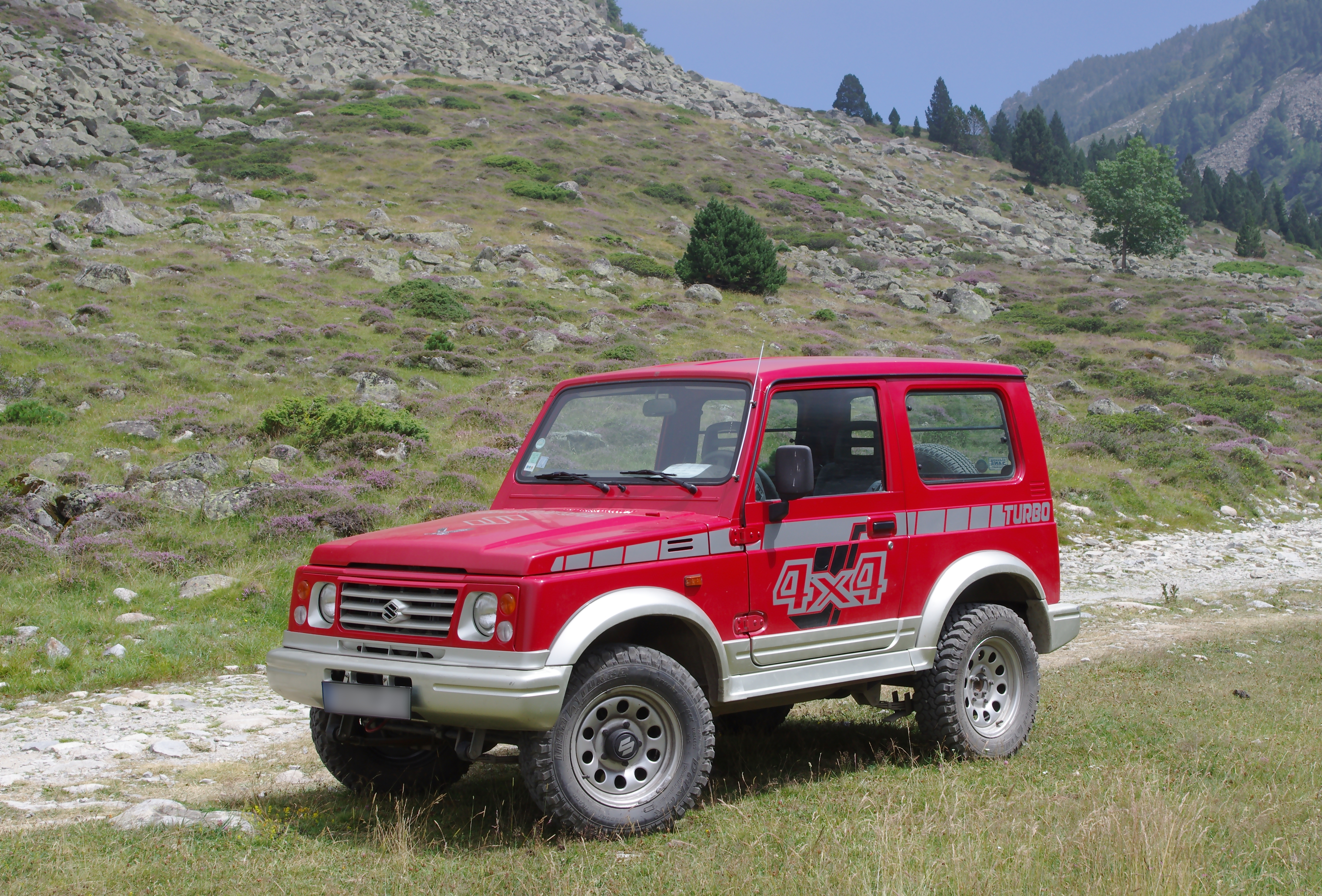
Suzuki Samurai
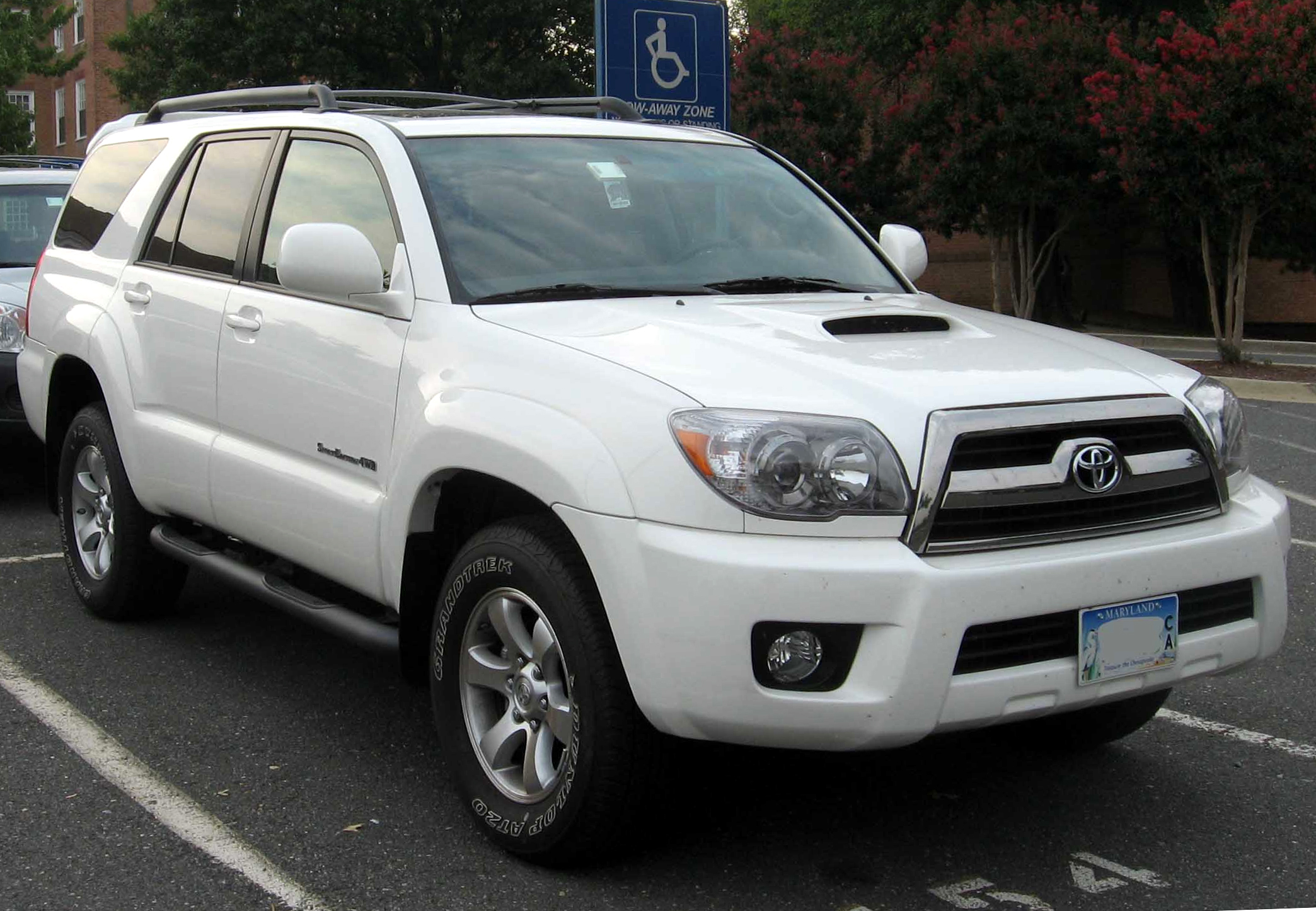
Toyota 4Runner
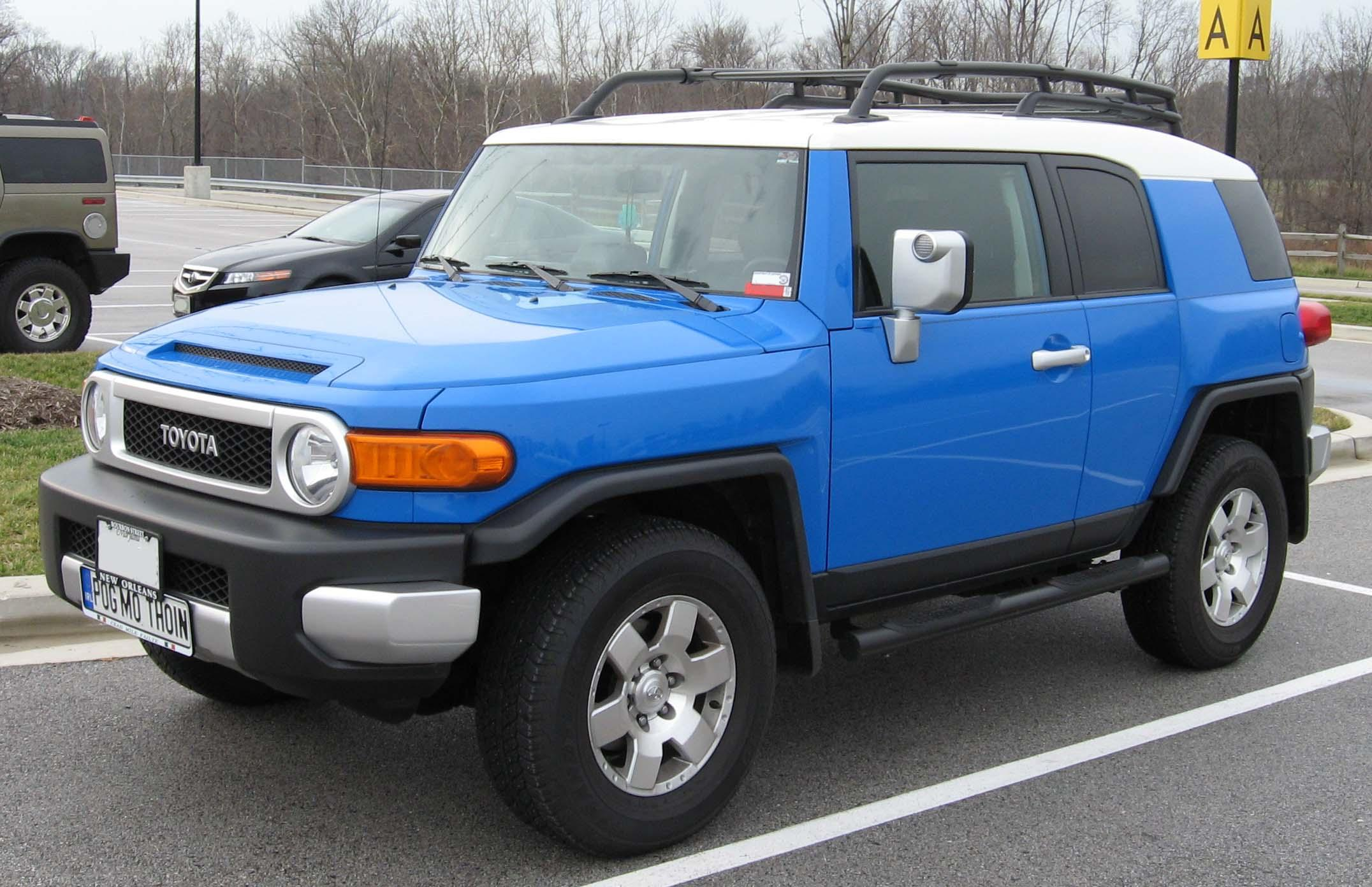
Toyota FJ Cruiser
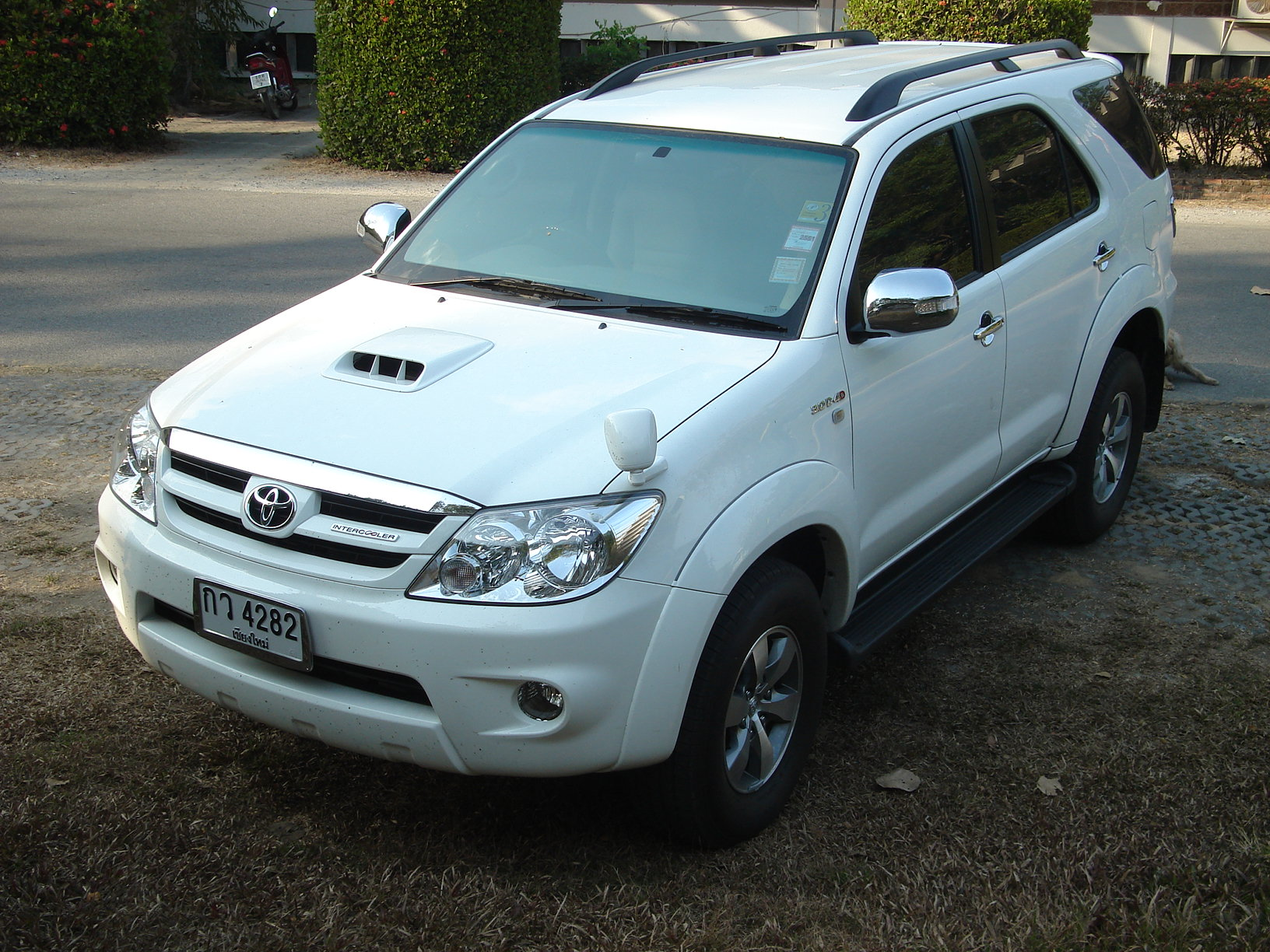
Toyota Fortuner
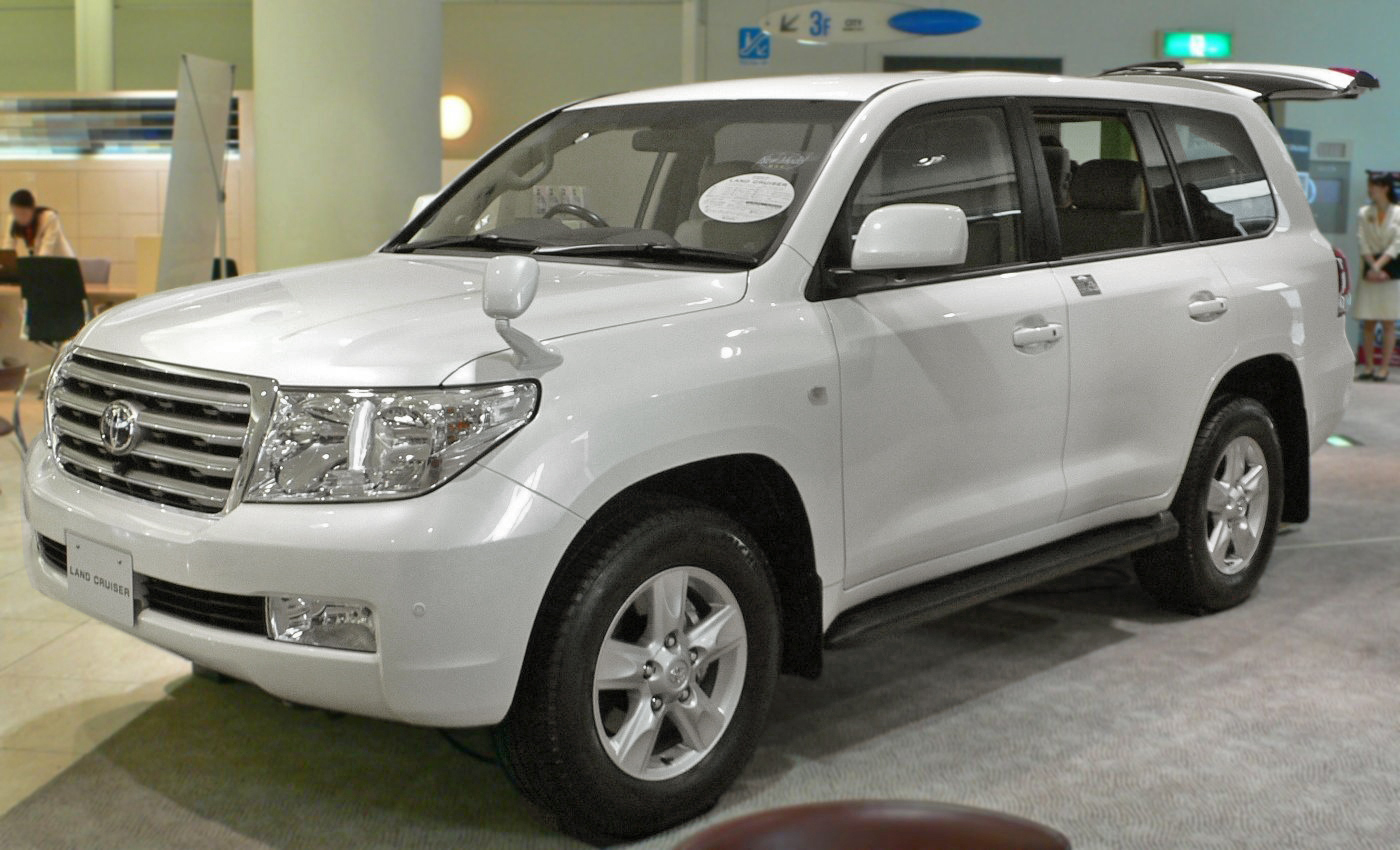
Toyota Land Cruiser
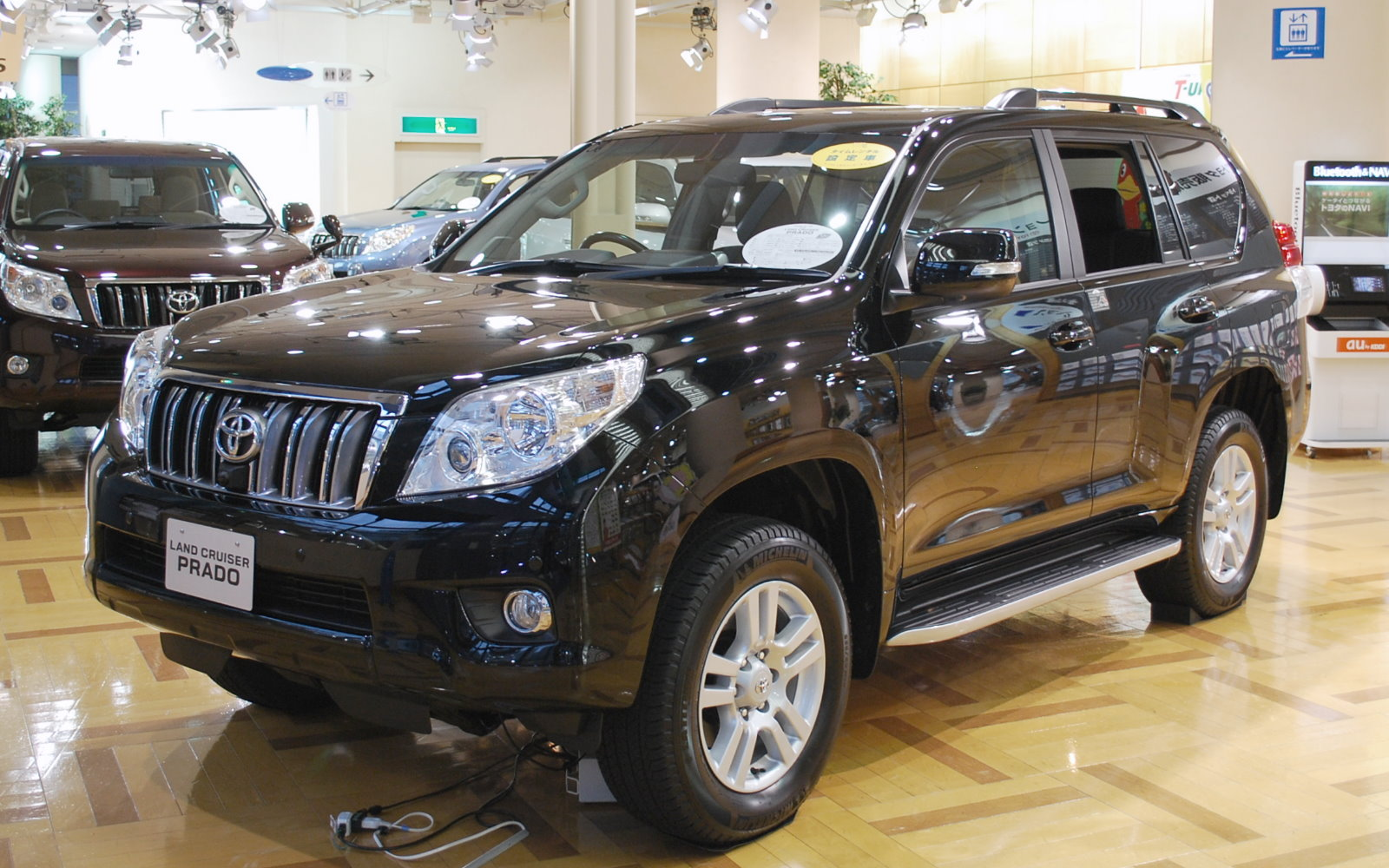
Toyota Land Cruiser Prado
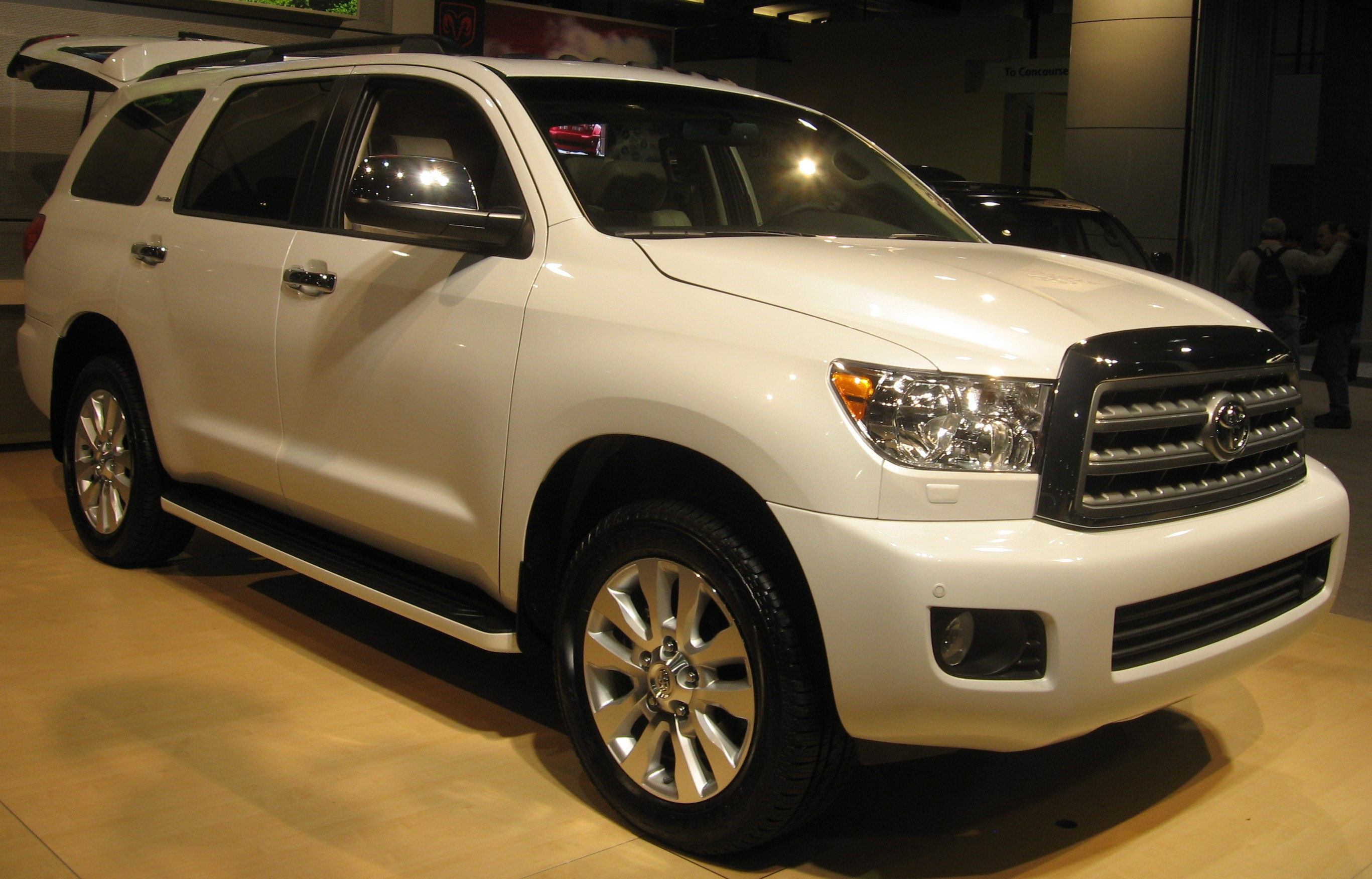
Toyota Sequoia